# Рузаевка (Северо-Казахстанская область)
Рузаевка (каз. Рузаевка) — село в районе имени Габита Мусрепова Северо-Казахстанской области Казахстана. Административный центр Рузаевского сельского округа. Код КАТО — 596657100.

## География
Расположено на слиянии двух рек Шарык и Жембарак.

## История
Основано в 1897 году как село Федоровское (переселенческий участок Шарык) на 784 крестьянские души .
В советское время в селе действовал совхоз «Рузаевский» Кокчетавской области. В этом совхозе трудился Герой Социалистического Труда комбайнёр и участник освоения целины Григорий Алексеевич Грицай.

## Население
В 1999 году численность населения села составляла 4714 человек (2267 мужчин и 2447 женщин). По данным переписи 2009 года в селе проживало 4420 человек (2079 мужчин и 2341 женщина).

## Образование
В селе находятся Рузаевская и Калиновская средние школы, а также Рузаевский аграрно-технический колледж.

## Спорт
Футбольный клуб «Рузаевка» выступает во Второй лиге Казахстана.

## Известные личности
- Голопятов, Семён Фёдорович (15.01.1913 — 8.12.1987) — кавалер ордена Славы трёх степеней.